# Gartenbaukino

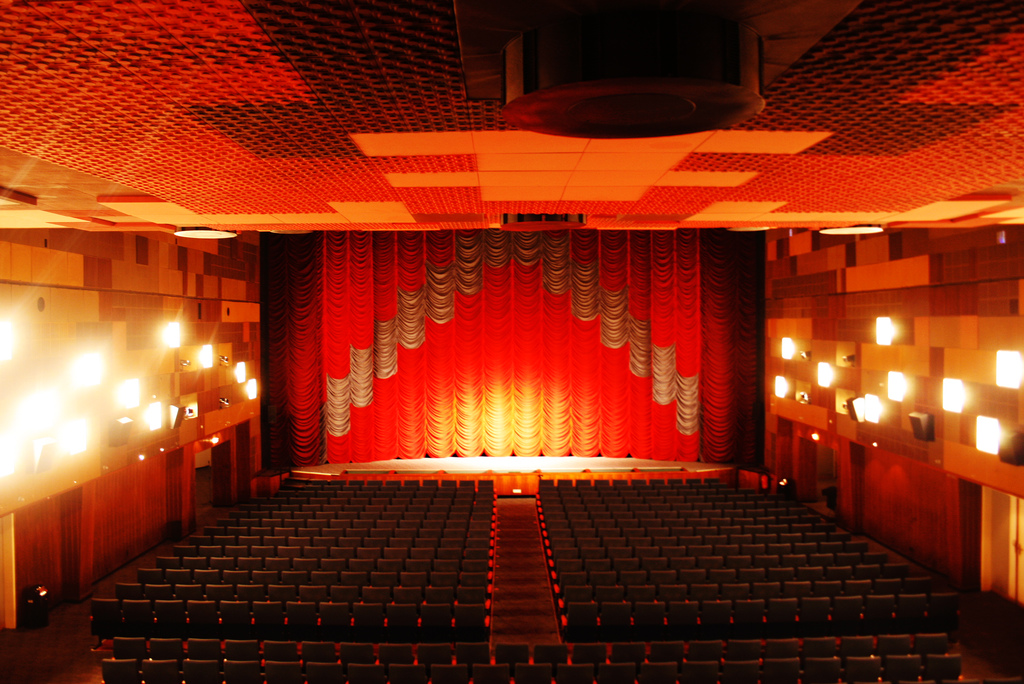
La salle du Gartenbaukino.

Le Gartenbaukino est un cinéma de la ville de Vienne en Autriche situé sur le Ring, entre le palais Coburg et le Stadtpark. Inauguré en 1919 et reconstruit au même endroit en 1960, le cinéma est l'un des plus anciens cinémas et l'un des derniers cinémas mono-écran de la ville.
De nombreuses premières ont lieu dans cette salle cinéma d'une capacité de 736 places et muni d'un grand écran depuis 1973. C'est en outre, l'endroit principal du festival du film de Vienne, la Viennale.